# Корге
Корге (латис. Korģe; також Кербе латис. Kerbe, Корба латис. Korba, Корга латис. Korga, Коргене латис. Korģene, Коргупіте латис. Korģupīte) — річка в Латвії, ліва притока Салаци. Протікає в Лимбазькому краї, одна з найбільших приток Салаци. Вихід на південний захід від Унгурпілса. Тече в західному напрямку. Найбільша притока — Коргіте. Впадає в Салацу над Вецсалацею. Річку перетинають державні дороги V116 (Унгурпілс–Пале), V117 (Езеркрогс–Паварі–Унгурпілс) і двічі P12 (Лимбажі — Салацгрива). На її берегах знаходиться село Коргене.
Завдяки хорошому екологічному статусу річки було виявлено, що в цій річці потенційно можуть бути створені місця реінтродукції перлів. У північній частині річки проведена помірно інтенсивна меліорація, яка змінила гідрологічний режим Корге. Якість вод Корге за вмістом азоту дещо перевищує нормативи для вирощування вушок..